# 2428 Kamenyar
2428 Kamenyar (1977 RZ6) là một tiểu hành tinh vành đai chính được phát hiện ngày 11 tháng 9 năm 1977 bởi N. Chernykh ở Nauchnyj.